# Leucula empusaria
Leucula empusaria är en fjärilsart som beskrevs av Achille Guenée 1857. Leucula empusaria ingår i släktet Leucula och familjen mätare. Inga underarter finns listade i Catalogue of Life.